# محمد أنس
محمد أنس (بالإنجليزية: Mohammed Anas)‏ هو لاعب كرة قدم غاني، ولد في 19 ديسمبر 1994 في أكرا في غانا. لعب مع ماريتزبرغ يونايتد ‏.

## وصلات خارجية
- محمد أنس على موقع قاعدة بيانات كرة القدم.إي يو (الإنجليزية)
- محمد أنس على موقع Soccerway.com (الإنجليزية)